# Дашзэвэгийн Пурэвсурэн
Дашзэвэгийн Пурэвсурэн (монг. Дашзэвэгийн Пүрэвсүрэн; род. 1972) — монгольский самбист и дзюдоист, чемпион (1994) и бронзовый призёр (1992) чемпионатов мира по самбо, серебряный призёр розыгрыша Кубка мира по самбо 1996 года, бронзовый призёр соревнований летних Азиатских игр 1998 года по дзюдо в Бангкоке. Выступал во второй полусредней (до 74 кг), первой средней (до 82 кг) и второй средней (до 90 кг) весовых категориях.